# 崔泰源 (企業人)
崔 泰源（チェ・テウォン、1960年12月3日 - ）は、鮮京（ソンギョン）グループ創業主の崔鍾建（チェ・ジョンゴン）の弟である崔鍾賢（チェ・ジョンヒョン）の長男。水原市出身。本貫は隋城崔氏。

## 生涯
崔鍾賢(チェ・ジョンヒョン)が1998年に他界し、38歳の若い年でSKグループの会長に就任した。
1988年シカゴ大学在学中、盧泰愚大統領の娘ノ・ソヨンと結婚した。2010年代から離婚訴訟中だ。
経営理念として2000年代から「社会的企業」を叫んでいる。
2018年には南北首脳会談過程で北朝鮮に行き、金正恩とも会った。
2021年から韓国主要経済団体である大韓商工会議所会長を務めている。2023年5月、岸田文雄首相訪韓当時も大韓商工会議所会長の資格で出会った。

## 学歴
- 1979年　信一高校卒業
- 1983年　高麗大学物理学学士
- 1987年　シカゴ大学経済学学士
- 1989年　シカゴ大学大学院経済学修士・博士統合課程修了

## 経歴
- 1992年　ソンギョン経営企画室部長
- 1993年　ソンギョンアメリカの取締役待遇
- 1996年　ソンギョン常務理事
- 1997年1月　油公事業開発チーム長常務理事
- 1997年12月～1998年8月　SKグループ　総合企画室長代表取締役副社長
- 1998年9月　SKグループ代表取締役会長
- 2002年　世界経済フォーラム(WEF)　東アジア地域経済指導者会議共同議長
- 2002年　ソウル大学技術政策大学院兼任教授
- 2005年2月～2017年　全国経済人連合会副会長
- 2008年10月～2013年2月　大韓ハンドボール協会会長
- 2011年～現在　SKイノベーション会長
- 2012年～現在　SKハイニックス会長
- 2016年～現在　韓国高等教育財団理事長
- 2016年～現在　大韓ハンドボール協会会長
- 2016年3月～現在　SK株式会社代表取締役会長
- 2018年～現在　崔鍾賢(チェ・ジョンヒョン)学術院理事長
- 2021年～現在　ソウル商工会議所会頭[2]
- 2021年～現在　大韓商工会議所会頭

## 受賞
- 2009年　毎経・エコノミー選定の今年のCEO
- 2012年　毎経・エコノミー選定の今年のCEO
- 2017年　ヴァン・フリート賞（Van Fleet Award）
- 2019年　韓国経営学会選定経営者大賞